# لي مورس
لي مورس (بالإنجليزية: Lee Morse)‏ هي مغنية وعازفة جاز وكاتبة أغاني وملحنة ومغنية مؤلفة وممثلة أمريكية، ولدت في 30 نوفمبر 1897 في كوف في الولايات المتحدة، وتوفيت في 16 ديسمبر 1954 في روتشستر في الولايات المتحدة.

## وصلات خارجية
- الموقع الرسمي
- لي مورس على موقع IMDb (الإنجليزية)
- لي مورس على موقع ميوزك برينز (الإنجليزية)
- لي مورس على موقع قاعدة بيانات برودواي على الإنترنت (الإنجليزية)
- لي مورس على موقع أول ميوزيك (الإنجليزية)
- لي مورس على موقع ديسكوغز (الإنجليزية)
- لي مورس على موقع كينوبويسك (الروسية)